# Scionzier
Scionzier est une commune française située dans le département de la Haute-Savoie, en région Auvergne-Rhône-Alpes. La ville, dominée par les contreforts du Bargy, est localisée en amont de la moyenne vallée de l'Arve qui s'étend de Cluses à Arenthon.
Scionzier appartient au canton de Cluses et est une des dix villes de la communauté de communes Cluses-Arve et Montagnes (2CCAM).
Implantée sur la rive gauche de l'Arve, la ville de Scionzier se situe à 3 km de Cluses,11 km de Bonneville, 39 km du canton de Genève, 47 km d’Annecy, la préfecture de la Haute-Savoie.

## Géographie

### Localisation
Scionzier est implantée à mi-chemin entre Genève et Chamonix dans la plaine alluviale de l'Arve. La ville se localise à l'entrée d'un défilé qui sépare la basse vallée de l'Arve (comprenant les agglomérations d'Annemasse, de Gaillard et d’Etrembières) de la haute vallée de l'Arve (regroupant 11 communes de Chamonix-Mont-Blanc à Magland).

La ville est traversée par un torrent, le Foron, qui est un affluent de l'Arve. C'est à Scionzier que le Foron reçoit les eaux du torrent dit « Nant des Peupliers », qui recueille les eaux de la crête du Bargy.

### Écarts et lieux-dits
- Miosinges
- Neyrolles
- La Pététaz
- Rompessey
- Gouvernent
- Le saut
- Chez Ramé
- Les Arretes
- les Eplagnes
- Les Ricolles

### Climat
Le climat de Scionzier est tempéré et montagnard. Les étés sont doux avec parfois d'importantes précipitations orageuses ; les hivers sont froids et secs.
| Mois                              | jan. | fév. | mars | avril | mai  | juin | jui. | août | sep. | oct. | nov. | déc. |
| --------------------------------- | ---- | ---- | ---- | ----- | ---- | ---- | ---- | ---- | ---- | ---- | ---- | ---- |
| Température minimale moyenne (°C) | −7,3 | −6,5 | −3,2 | 0,7   | 5,1  | 9,4  | 11,4 | 11,1 | 7,5  | 3,5  | −2,1 | −6,2 |
| Température moyenne (°C)          | −3   | −1,8 | 2,2  | 6,6   | 10,9 | 15,2 | 17   | 16,6 | 12,7 | 8,6  | 2,2  | −2   |
| Ensoleillement (h)                | 5,3  | 6    | 7    | 8,2   | 8,5  | 9,8  | 9,9  | 9,1  | 7,4  | 6,8  | 5,7  | 5,1  |
| Précipitations (mm)               | 140  | 124  | 127  | 131   | 184  | 173  | 166  | 145  | 124  | 121  | 143  | 156  |
| Humidité relative (%)             | 78   | 76   | 75   | 73    | 76   | 74   | 73   | 75   | 78   | 80   | 81   | 78   |

### Risques naturels
La ville de Scionzier est potentiellement exposée :
- à un risque d'inondation par montée des eaux de l'Arve ;
- à des crues torrentielles du Foron et des autres ruisseaux qui traversent la commune (Nant des Peupliers, Nant de la Sauphaz, Chamberon, la Vie, etc.) ;
- aux séismes liés à la sismicité du département de la Haute-Savoie. Scionzier est classée en zone de sismicité moyenne.

Les inondations historiques :  

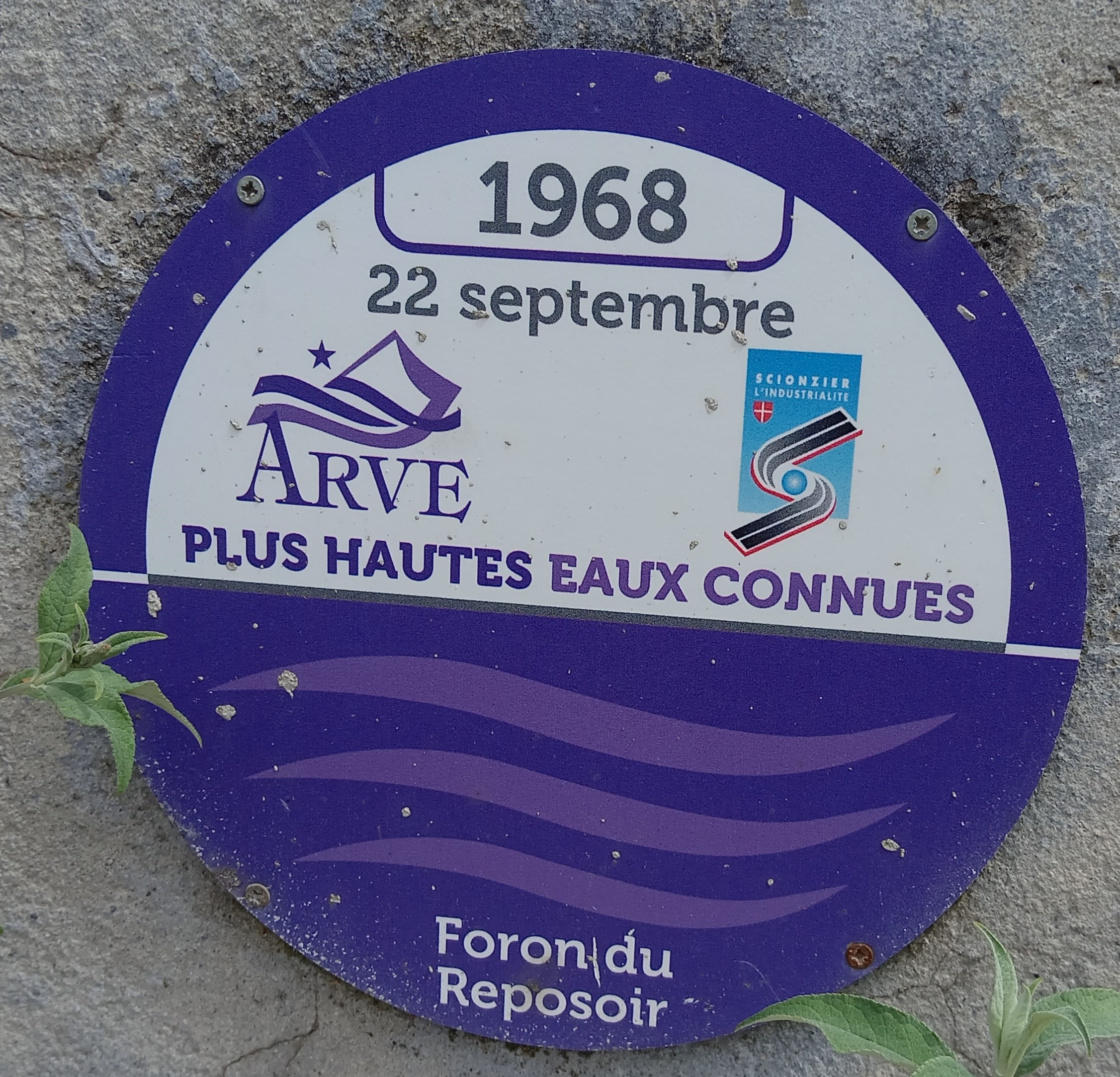
Crue historique du Foron.

- le 13 juin 1964 : à la suite d'un orage violent, des glissements de terrain et l’obstruction des exutoires des eaux de ruissellement ont entrainé des dégâts sur la commune. Les torrents traversant Scionzier étaient alors en crue, dont le torrent du « Nant des Peupliers » provoquant une vague déferlante sur le quartier de la rue des Peupliers ;
- le 23 septembre 1968 : le Foron est sorti de son lit à l’entrée de Scionzier et de l’eau boueuse a envahi le centre-ville ;
- les dernières inondations répertoriées sur la commune de Scionzier : celles de février 1990, d'août 1995 et de juillet 2008. Elles ont fait l’objet d’une procédure de reconnaissance de l’état de catastrophe naturelle.

Derniers séismes qui ont fait l'objet d'une reconnaissance de l'état de catastrophe naturelle :
- séisme du 14 décembre 1994 (épicentre Entremont, magnitude 4,5) ;
- séisme du 15 juillet 1996 (épicentre Epagny, magnitude 4,9)[4].

## Urbanisme

### Typologie
Au 1er janvier 2024, Scionzier est catégorisée centre urbain intermédiaire, selon la nouvelle grille communale de densité à sept niveaux définie par l'Insee en 2022.
Elle appartient à l'unité urbaine de Cluses, une agglomération intra-départementale regroupant 18  communes, dont elle est ville-centre,,. Par ailleurs la commune fait partie de l'aire d'attraction de Cluses, dont elle est une commune du pôle principal,. Cette aire, qui regroupe 12 communes, est catégorisée dans les aires de 50 000 à moins de 200 000 habitants,.

### Occupation des sols
L'occupation des sols de la commune, telle qu'elle ressort de la base de données européenne d’occupation biophysique des sols Corine Land Cover (CLC), est marquée par l'importance des forêts et milieux semi-naturels (61,2 % en 2018), une proportion sensiblement équivalente à celle de 1990 (61,3 %). La répartition détaillée en 2018 est la suivante : 
forêts (56,8 %), zones urbanisées (28,2 %), zones agricoles hétérogènes (6,1 %), zones industrielles ou commerciales et réseaux de communication (4,5 %), espaces ouverts, sans ou avec peu de végétation (4,4 %).
L'IGN met par ailleurs à disposition un outil en ligne permettant de comparer l’évolution dans le temps de l’occupation des sols de la commune (ou de territoires à des échelles différentes). Plusieurs époques sont accessibles sous forme de cartes ou photos aériennes : la carte de Cassini (XVIIIe siècle), la carte d'état-major (1820-1866) et la période actuelle (1950 à aujourd'hui).

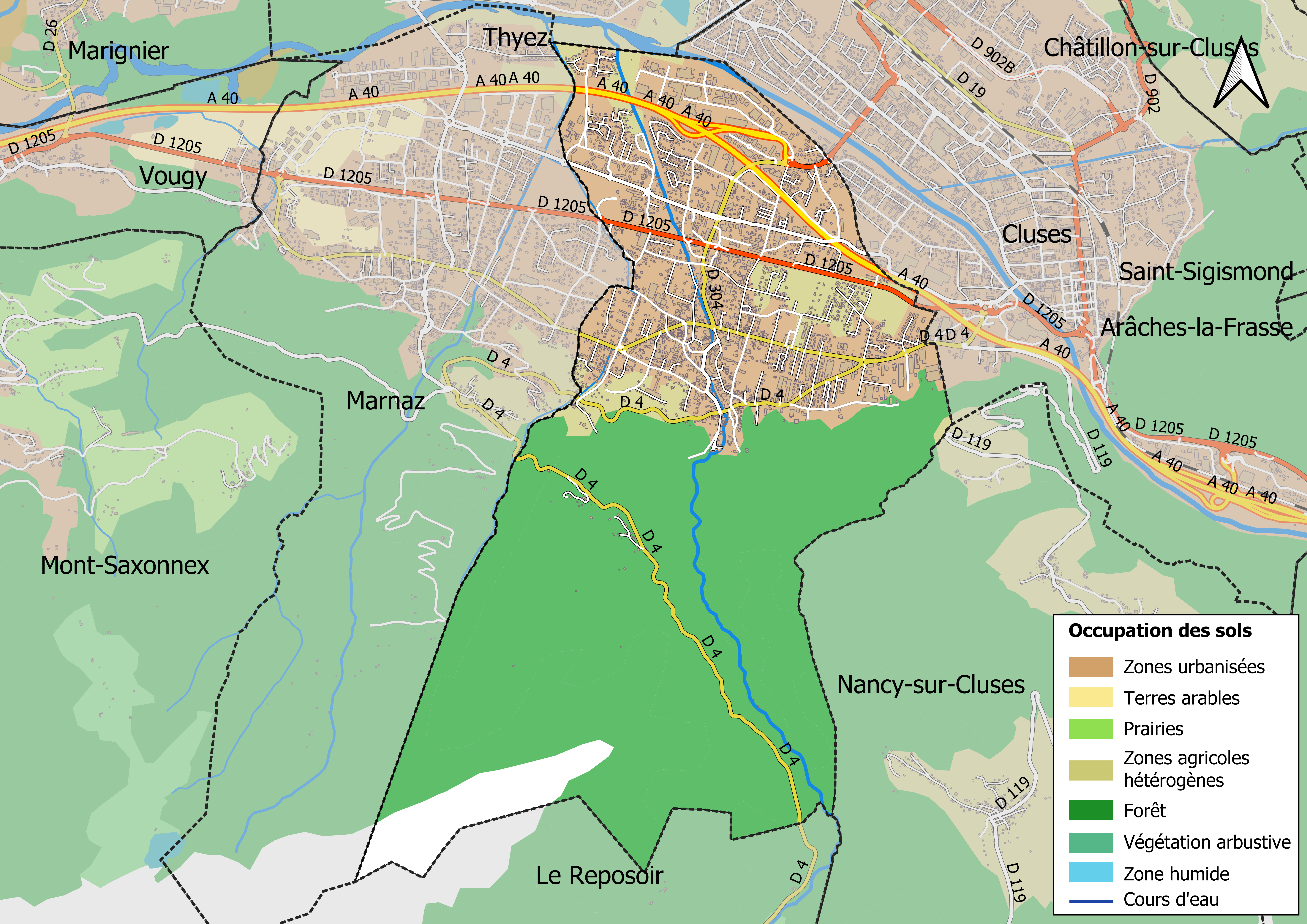
Carte des infrastructures et de l'occupation des sols en 2018 (CLC) de la commune.
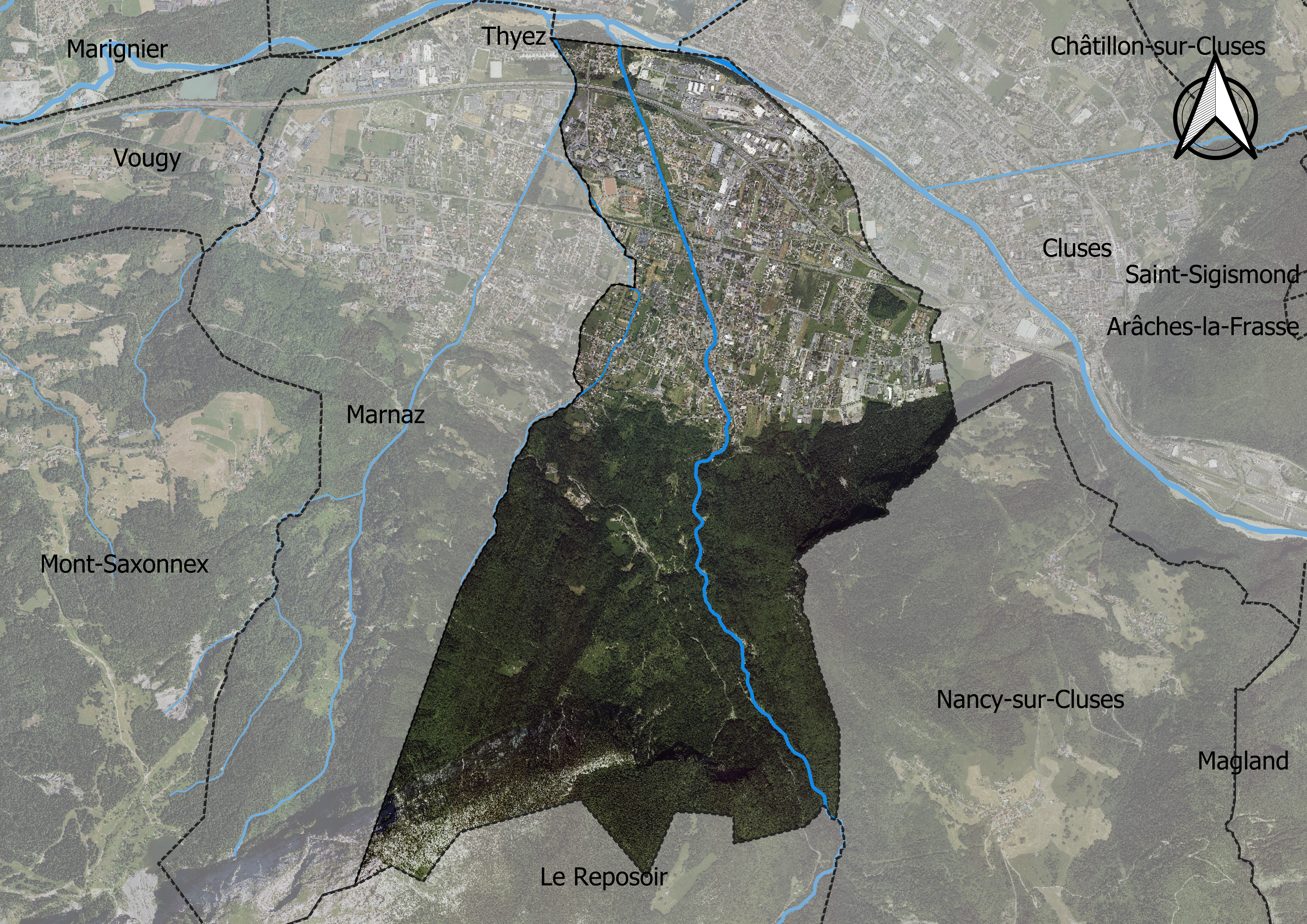
Carte orthophotogrammétrique de la commune.

### Morphologie urbaine
L'urbanisation dynamique de Scionzier est intimement liée à l'essor du décolletage dans la ville. La rapidité de cette urbanisation s'explique en grande partie par l'essor démographique, social et économique de Scionzier. La ville a ainsi perdu, progressivement, au cours du XXe siècle, son caractère rural d'origine.
Le tissu urbain de la ville de Scionzier est marqué par :
- un centre bourg n'ayant pas un caractère urbain marqué,
- d'anciens hameaux avec un habitat dense,
- des zones pavillonnaires,
- des quartiers d'habitat collectif datant des années 1960-70,
- des zones d'activités commerciales et industrielles,
- des espaces agricoles résiduels.

Cartes du « centre-ville » (place du Foron)
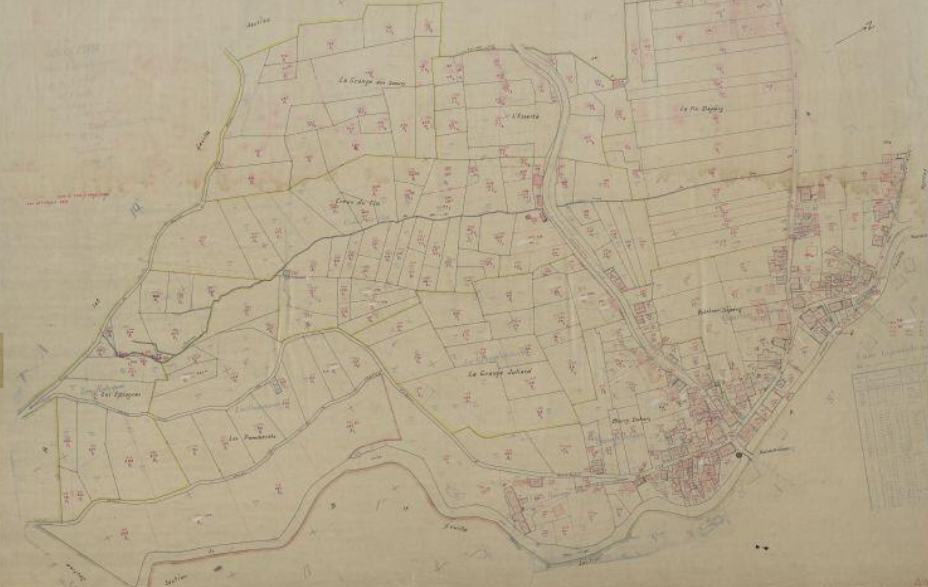
1959.
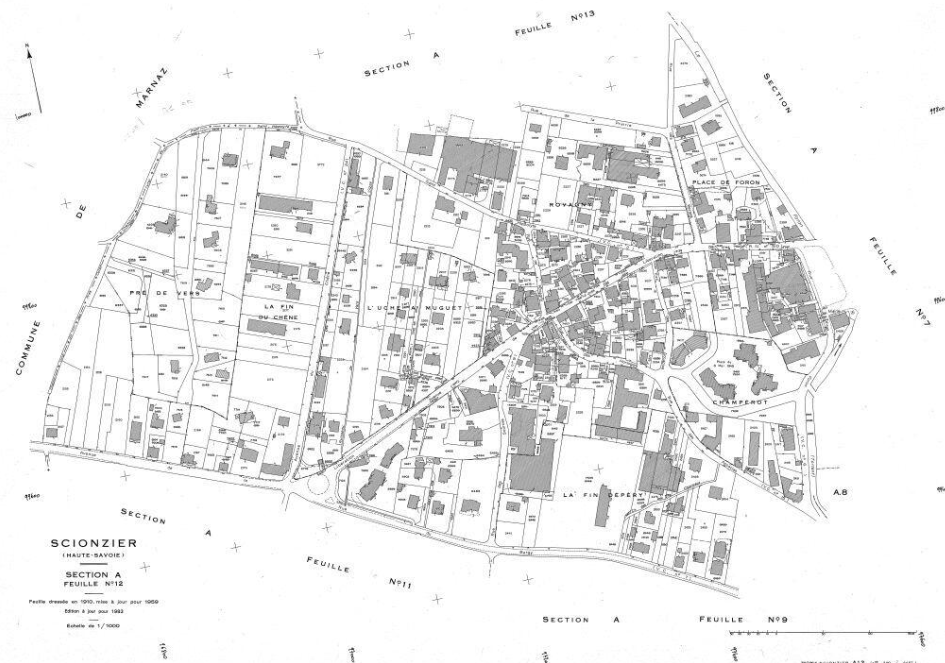
1983.

### Logement
En 2021, l'INSEE recense 4 173 logements à Scionzier.
38,2 % des ménages ont emménagé, à Scionzier, depuis plus de 10 ans. Parmi eux, 11,9 % ont emménagé depuis plus de 30 ans.
53,4 % des ménages sont propriétaires de leurs logements. Le taux de locataire s'élève à 43,9 % dont 16,7 % occupe un logement HLM. Le taux de vacance des logements est estimé à 9,5 %.
36 % des logements ont été construits avant 1974 ; la majorité de ces logements anciens sont énergivores.
Le marché du logement est sans réelle tension dans le centre-ville (place du Foron) en raison de la vacance liée à la vétusté des habitats. À l'heure actuelle, le développement démographique de Scionzier s'exerce essentiellement en périphérie du centre-ville, et ce de manière désordonnée. En 2024, le prix moyen des logements au m2 est d'environ 2 810 euro.

### Voies de communication et transports

#### Voies routières
Au niveau communal, la longueur totale du réseau routier est d'environ 57 kilomètres de voirie et 32 kilomètres de trottoirs.
La ville de Scionzier est traversée par la Route Départementale (RD1205) dite « route blanche », qui est un axe très fréquenté de la vallée de l'Arve.
L'autoroute A40 dessert également la commune, qui est aussi le point de passage pour rejoindre nombre de stations de sports d'hiver réputées, telles que celles du grand massif (Flaine, Les Carroz, Samoëns, Morillon et Sixt), mais aussi Les Gets, Pras de Lys, Morzine-Avoriaz, ou encore Romme, Le Reposoir et Mont-Saxonnex.

#### Transport urbain

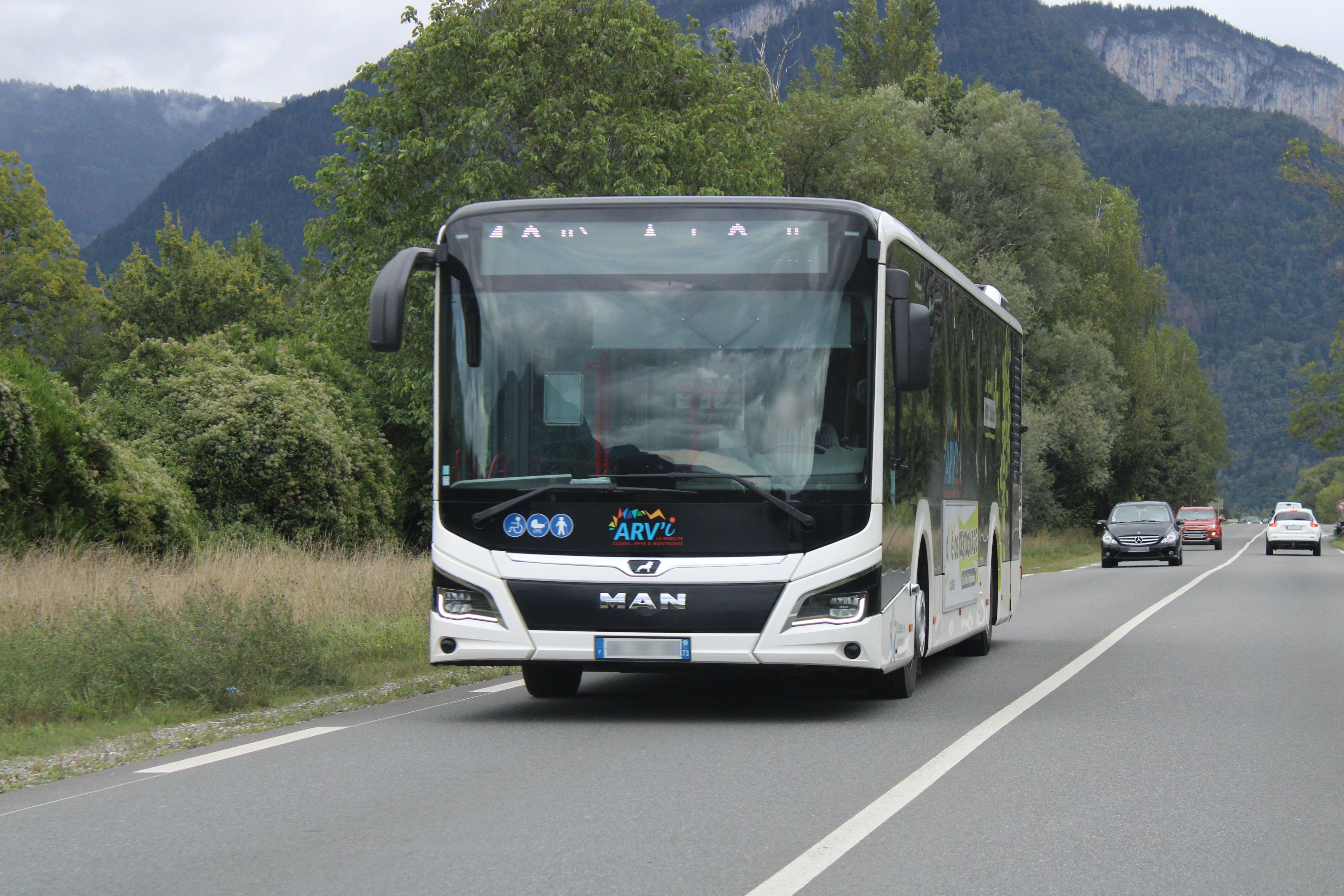
Un autobus du réseau ARV'i à Scionzier en septembre 2024.

La communauté de communes Cluses-Arve et Montagnes (2CCAM) a mis en fonctionnement un réseau de transport nommé « ARV'i' » qui dessert les communes de Cluses, Marnaz, Thyez et Scionzier.
Ce service de transport, composé de trois lignes principales et de deux lignes secondaires, permet de se déplacer sur l’ensemble des quatre communes de la 2CCAM.

## Toponymie
- Scionzier : le nom Scionzier actuel vient du patois Schonvy[2]. Scionsier (1793), Scionzier (1801).
- Miosinges : toponymies anciennes : Miossingen, Miozingen, Miossinge, Miosinge, Myozinge, Miocinge[16].

En francoprovençal, le nom de la commune s'écrit Chonvi (graphie de Conflans) ou Scionziér (ORB).

## Histoire

### Antiquité
Entre le Ve et le VIIe siècle, le territoire des Alpes du nord est occupé par les Allobroges. Les Romains interviennent dans les environs à partir du IIe siècle av. J.-C. Une fois le territoire pacifié, les Romains construisent des routes afin de commercer.

### Moyen Âge
À partir du XIIe siècle, l'histoire de Scionzier est en partie liée à celle de la Chartreuse du Reposoir. Ainsi, en janvier 1151, Aymon Ier, sire du Faucigny, donne, à l'Ordre des Chartreux, les terres de la vallée de Béol, pour que les moines puissent s'installer dans le Faucigny et pour y fonder une Chartreuse. Les territoires obtenus par la Chartreuse s'étendent alors sur les paroisses de Scionzier, de Saint-Hippolyte, de Magland, du Grand-Bornand, de Thônes et de Veyrier. Jusqu'au XVIIe siècle, la paroisse de Scionzier, appelée Paroisse Saint-Pierre-ès-Liens, est immense et s'étend sur 6 200 hectares de territoire. Elle comprend alors les communes actuelles de Scionzier, de Vougy, de Nancy-sur-Cluses, du Reposoir et de Marnaz.

### Époque moderne

Armes de la famille de Rochette.

En 1699, le duc Victor-Amédée II de Savoie inféode les paroisses de Scionzier et d'Arâches à noble Thomas de Rochette, par lettres patentes. Ces paroisses sont mises en vente pour rembourser les dettes de la guerre (sans doute la guerre de la Ligue d'Augsbourg) ; le but est d'éviter de taxer davantage la population. Un édit est publié en novembre 1698 pour annoncer la vente de ces deux paroisses. Les ventes aux enchères sont organisées le 8 janvier pour Scionzier et le 9 janvier pour Arâches. Lors de ces enchères, la méthode appelée "vente à la chandelle" est utilisée. Thomas de Rochette, un noble de Savoie, remporte les enchères, en offrant 14 200 florins pour Scionzier et 3 400 florins pour Arâches, soit un total de 17 600 florins. Après la première adjudication, les représentants de la communauté (appelés les procureurs communiers) de Scionzier ont exercé un droit appelé « tiercement », qui leur permettait de surenchérir sur l'offre initiale. Cela a entraîné une nouvelle série d'enchères, faisant monter le prix du fief de Scionzier à 19 800 florins. Finalement, Thomas de Rochette a dû payer un total de 28 200 florins pour les deux paroisses, somme considérable pour l'époque.
En obtenant ces terres, la famille de Rochette, représentée par Thomas qui agissait pour son père Charles, a gagné le contrôle de ces paroisses en tant que fiefs. En reconnaissance des services rendus par Charles de Rochette, Victor Amédée II lui a octroyé deux beaux domaines, érigés en comté : Charles a reçu le titre de comte de Scionzier, et la juridiction du comté a été accordée à son fils aîné. Victor Amédée II a cédé à la famille de Rochette non seulement les terres, mais aussi tous les droits associés, comme les cens (taxes), les corvées (travaux obligatoires), les laods et vends (taxes sur la transmission des biens), le contrôle des pêches, des moulins, des droits de chasse... Thomas de Rochette, malgré les privilèges reçus, ne gère pas bien son patrimoine. Il est contraint de vendre son fief de La Croix et finit par perdre la majorité de ses biens, il est déchu de son titre de comte et condamné au bannissement perpétuel en 1716.

### XVIIIesiècle: Retour du fief à la Chartreuse du Reposoir

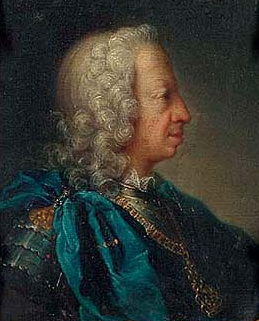
Charles-Emmanuel III de Savoie (1701-1773) - roi de Sardaigne, prince de Piémont et duc de Savoie de 1730 à 1773.

Au XVIIIe siècle, le roi Charles-Emmanuel III, confronté à des difficultés financières, ordonne la vente du fief de Scionzier. Les religieux du Reposoir achètent ce fief en 1746 pour 7 500 livres de Savoie, avec des droits étendus et la possibilité d’établir des autorités locales. La transaction est finalisée en 1749. Le 29 mars 1749, Étienne Graffion, intendant de la province du Faucigny, se rend à Scionzier pour transférer officiellement la seigneurie à Dom Balthasard Dhuet, prieur des religieux du Reposoir. Les lettres patentes de l’acquisition de Scionzier furent signées par le roi Charles-Emmanuel IIII le 4 juillet 1746, au château de Stradella. Mais, progressivement, les problèmes surgissent lorsque les droits de chasse et de pêche sont violés par les habitants de Scionzier. Les religieux du Reposoir doivent alors faire appel au Sénat pour résoudre les violations continues de leurs droits de chasse et de pêche. Le Sénat, par un arrêt du 30 décembre 1771, autorise les religieux à interdire la chasse et la pêche dans leur territoire sous peine d'amende et de confiscation des instruments.
Mais, les Chartreux sont bientôt confrontés à un nouvel adversaire puissant, le noble Jacques Gabriel Duclos, seigneur de Marcloz et de la Place, dont les possessions à Scionzier et à Thyez sont en partie enclavées dans les terres des religieux. Les tensions sont alors continues entre le noble Jacques Gabriel Duclos et les Pères Chartreux, mêlées à des conflits de propriété et des demandes financières. Les deux parties semblent engagées dans une série de litiges.
En 1773, un procureur agissant pour le compte des Chartreux (Zuccarelli) a demandé l'investiture de tous les fiefs appartenant aux Chartreux, dans le but de sans doute protéger leurs biens. (L'investiture est une cérémonie par laquelle un seigneur reçoit officiellement un fief, ce qui impliquait le paiement d'un impôt équivalent à un sixième des revenus de ces terres). Néanmoins, les Chartreux n'étaient pas en mesure de payer cet impôt et étaient particulièrement inquiet par la situation. Le procureur général, chargé de cette affaire et représentant de l'autorité judiciaire, n'a rien cédé sur les droits liés à cette investiture et a exigé que la Chartreuse paie cet impôt. Pourtant, ce même procureur admet que certaines terres de la Chartreuse ne sont pas techniquement des fiefs, et donc pas soumises à l'impôt. Un agent de la Chambre des Comptes (Laracine) conseille au Prieur de la Chartreuse du Reposoir de faire une demande au roi pour bénéficier d'une exemption de ces paiements, même s'il reconnaît que certaines terres de la Chartreuse, particulièrement celles acquises en 1369 et le fief de Scionzier, sont bien des fiefs féodaux et donc, soumis à l'impôt.
En 1792, alors que la question semblait oubliée, un procureur général a repris la procédure : il demande à la Chartreuse de payer les montants exigés dans un délai de 20 jours, sous peine de perdre leurs terres (les fiefs reviendraient à la couronne). Une nouvelle requête d'exemption de cet impôt est formulée par le prieur auprès du roi de Sardaigne qui met fin à un conflit de vingt ans concernant les fiefs détenus par les Chartreux.
Entre-temps, le 24 mai 1791, les paroissiens de Scionzier obtiennent leur affranchissement des pères chartreux.

### Révolution française

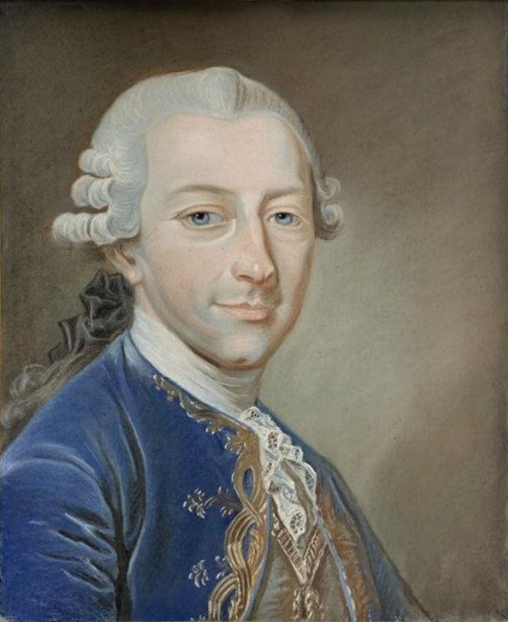
Victor-Amédée III (1726-1796), roi de Sardaigne et duc de Savoie de 1773 à 1796.

En septembre 1792, les troupes de la République envahissent le duché de Savoie pour "libérer" les Savoisiens. Les quelques troupes de Victor-Amédée III, roi de Piémont-Sardaigne et duc de Savoie, ne sont pas en en état de résister et se replient sur les cols. La Savoie est facilement conquise et la République Française prend alors possession de la Savoie par un décret de la Convention nationale. En novembre 1792, la Savoie devient le département du Mont-Blanc. Parallèlement à ces évènements qui se déroulent à Chambéry, l’arbre de la liberté de Scionzier est planté le 7 octobre 1792 sur la place du Foron et est inauguré le dimanche 9 octobre, au son d'un branle (musique locale ancienne), interprété par quelques musiciens qui formeront plus tard l'harmonie municipale de Scionzier.
En 1793, l'arbre de la liberté est coupé par des troupes sardes qui reviennent au pays. Mais, les troupes de la République, après une dure contre-attaque, délogent les Piémontais et les repoussent sur les cols.

### XIXesiècle: Indépendance et scission
Le 4 août 1803, la paroisse de Scionzier devient indépendante de celle du Reposoir. En 1803, les 6100 hectares de la paroisse de Scionzier comprennent les territoires des communes actuelles de Scionzier, de Marnaz, du Reposoir et de Vougy.

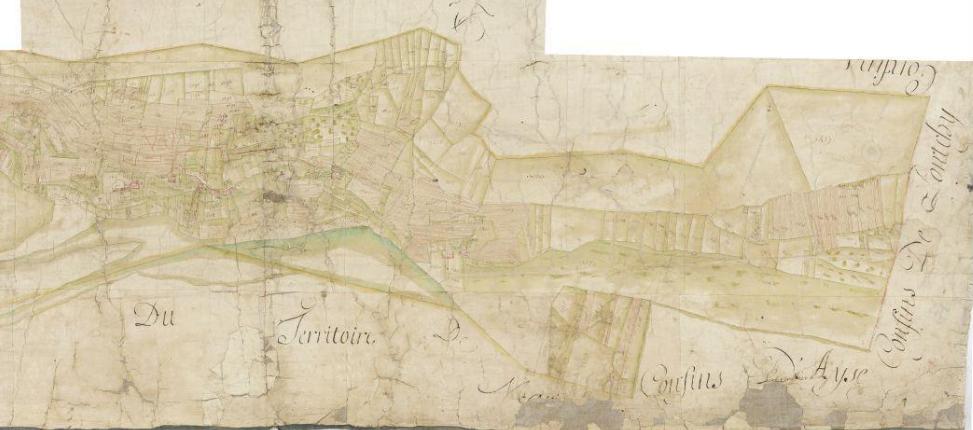
Carte du XIXe siècle : Scionzier est érigée en commune en 1803, Marnaz en 1866. Une partie de territoire a été détachée vers 1803 pour créer la commune de Vougy.

Après trente années de démarche, de 1830 à 1866, la commune de Marnaz est créée le 6 janvier 1866 par un décret de Napoléon III[réf. nécessaire]. Lors de cette scission, l'église Saint Pierre-aux-Liens de Marnaz, construite de 1848 à 1851 sur le lieu-dit "La Contamine", initialement construite pour la paroisse de Scionzier, est attribuée aux Marmerots. Les Schonverots, mécontents, vont alors récupérer la cloche de l'église, qui sera finalement rendue à la fonderie Paccard.

### XIXesiècle: Rattachement à la France

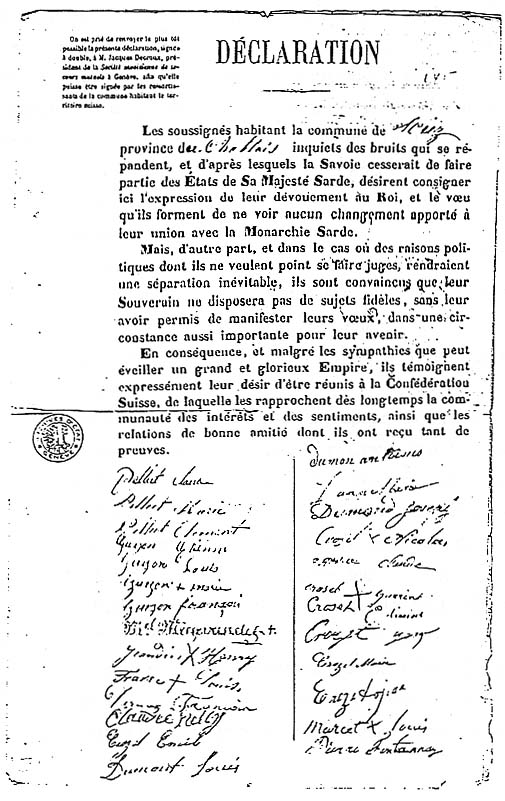
Pétition pour le rattachement de la Savoie à la Suisse.

En février 1860, une pétition circule dans 60 communes du Faucigny, dans 23 communes du Chablais et 13 du Nord du Genevois. Les 14 185 pétitionnaires demandent le rattachement du nord de la Savoie (actuelle Haute-Savoie) à la Suisse. À cette époque, les Savoyards étaient profondément affectés par le désengagement du roi, Victor-Emmanuel II, qui se consacre à la fondation de l'unité italienne.
En accord avec le roi Victor-Emmanuel II, Napoléon III récupère la Savoie et le comté de Nice, déjà occupés durant la période révolutionnaire. C'est en contrepartie de l'aide militaire française pour libérer les territoires italiens sous domination autrichienne que Victor-Emmanuel II a cédé les territoires de la Savoie et du comté de Nice à Napoléon III.
Pour donner un caractère légitime à cette cession de territoires, un nouveau référendum est organisé le 22 et 23 avril 1860. 99,8 % des Savoyards répondent « oui » à la question « La Savoie veut-elle être réunie à la France ? ».
Les deux territoires, la Savoie et le comté de Nice, sont remis à l'empereur Napoléon III, en application du traité conclu à Turin, le 24 mars 1860. À la suite de cette annexion, Scionzier, comme les autres communes de la Haute-Savoie, est rattachée à la France.

## Politique et administration

### Administration municipale
| Période                                  | Période      | Identité                | Étiquette | Qualité                                                                            |
| ---------------------------------------- | ------------ | ----------------------- | --------- | ---------------------------------------------------------------------------------- |
| 1850                                     | 1855         | Charles Perissin        |           |                                                                                    |
| 1855                                     | 1856         | François-Auguste Dépéry |           |                                                                                    |
| 1856                                     | 1856         | Joseph-Marie Briffaz    |           |                                                                                    |
| 1856                                     | 1861         | Pierre-Louis Rosset     |           |                                                                                    |
| 1861                                     | 1865         | François Bastard        |           |                                                                                    |
| 1865                                     | 1870         | François-Auguste Dépéry |           |                                                                                    |
| 1870                                     | 1874         | Firmin Moiroux          |           |                                                                                    |
| 1874                                     | 1880         | François-Auguste Dépéry |           |                                                                                    |
| 1880                                     | 1883         | Jean-Marie Briffaz      |           |                                                                                    |
| 1883                                     | 1906         | Jean Lacroix            |           |                                                                                    |
| 1906                                     | 1909         | Charles-Louis Dumont    |           |                                                                                    |
| 1909                                     | 1914         | Claude Caux             |           |                                                                                    |
| 1914                                     | 1915         | Camille Caux            |           |                                                                                    |
| 1915                                     | 1919         | Joseph jolivet          |           |                                                                                    |
| 1919                                     | 1921         | Hippolyte Brunet        |           |                                                                                    |
| 1921                                     | 1925         | François Perillat       |           |                                                                                    |
| 1925                                     | 1927         | Charles Racloz          |           |                                                                                    |
| 1927                                     | 1935         | François Jolivet        |           |                                                                                    |
| 1935                                     | 1945         | Pierre Dépéry           |           |                                                                                    |
| 1946                                     | 1947         | Bernard Dépéry          |           |                                                                                    |
| 1947                                     | 1955         | Jean Dufour             |           |                                                                                    |
| 1955                                     | ?            | Narcisse Dépéry         |           |                                                                                    |
| ?                                        | 1977         | Lucien Anthoine         |           |                                                                                    |
| 1977                                     | 1983         | René Révillod           |           |                                                                                    |
| 1983                                     | 1995         | Fernand Pery            |           |                                                                                    |
| juin 1995                                | mai 2020     | Maurice Gradel          | DVD       | Chef d'entreprise retraité Conseiller général du canton de Scionzier (2001 → 2015) |
| mai 2020                                 | février 2023 | Stéphane Pépin          | DVD       | Entrepreneur de spectacles et d'événements Décédé en fonction                      |
| mars 2023                                | En cours     | Sandro Pépin            |           | Agent immobilier Fils du précédent                                                 |
| Les données manquantes sont à compléter. |              |                         |           |                                                                                    |

## Démographie
Les habitants de Scionzier sont appelés les Schonverottes ou Chonverottes et Schonverots ou Chonverots.

### Évolution de la population
L'évolution du nombre d'habitants est connue à travers les recensements de la population effectués dans la commune depuis 1793. Pour les communes de moins de 10 000 habitants, une enquête de recensement portant sur toute la population est réalisée tous les cinq ans, les populations de référence des années intermédiaires étant quant à elles estimées par interpolation ou extrapolation. Pour la commune, le premier recensement exhaustif entrant dans le cadre du nouveau dispositif a été réalisé en 2005.

En 2022, la commune comptait 9 074 habitants, en évolution de +6,38 % par rapport à 2016 (Haute-Savoie : +6,01 %, France hors Mayotte : +2,11 %).
| 1793  | 1800  | 1806  | 1822  | 1838  | 1848  | 1858  | 1861  | 1866  |
| ----- | ----- | ----- | ----- | ----- | ----- | ----- | ----- | ----- |
| 1 415 | 1 713 | 1 744 | 1 758 | 2 051 | 2 315 | 2 210 | 2 217 | 1 379 |

| 1872  | 1876  | 1881  | 1886  | 1891  | 1896  | 1901  | 1906  | 1911  |
| ----- | ----- | ----- | ----- | ----- | ----- | ----- | ----- | ----- |
| 1 275 | 1 362 | 1 411 | 1 439 | 1 511 | 1 617 | 1 752 | 1 890 | 1 876 |

| 1921  | 1926  | 1931  | 1936  | 1946  | 1954  | 1962  | 1968  | 1975  |
| ----- | ----- | ----- | ----- | ----- | ----- | ----- | ----- | ----- |
| 1 678 | 1 602 | 1 622 | 1 836 | 2 098 | 2 627 | 3 549 | 5 046 | 5 702 |

| 1982  | 1990  | 1999  | 2005  | 2006  | 2010  | 2015  | 2020  | 2022  |
| ----- | ----- | ----- | ----- | ----- | ----- | ----- | ----- | ----- |
| 5 463 | 5 945 | 6 163 | 6 389 | 6 528 | 7 311 | 8 457 | 9 057 | 9 074 |

### Pyramide des âges
À Scionzier, le taux de mortalité est de 4,5 ‰ sur le période de 2013 à 2018. En comparaison, sur la même période, le taux de mortalité est de 7 ‰ pour Cluses (chef-lieu du canton) et de 6,8 ‰ pour le département.
À Scionzier, les effectifs de la population âgée de 0-44 ans sont élevés et sont d'ailleurs supérieurs à ceux recensés dans le département de la Haute-Savoie. Au-delà de 60 ans, les effectifs sont moins nombreux à Scionzier que ceux comptabilisés dans le département.

À Scionzier, dans la population de plus de 60 ans, les Schonverottes sont majoritaires.
| Hommes | Classe d’âge | Femmes |
| ------ | ------------ | ------ |
| 0,2    | 90 ou +      | 0,7    |
| 4      | 75-89 ans    | 5,4    |
| 10,9   | 60-74 ans    | 11,8   |
| 19,7   | 45-59 ans    | 18,8   |
| 22,8   | 30-44 ans    | 21,8   |
| 19,6   | 15-29 ans    | 19,6   |
| 22,8   | 0-14 ans     | 21,8   |

| Hommes | Classe d’âge | Femmes |
| ------ | ------------ | ------ |
| 0,6    | 90 ou +      | 1,4    |
| 5,9    | 75-89 ans    | 7,9    |
| 14,2   | 60-74 ans    | 15,3   |
| 20,7   | 45-59 ans    | 20,3   |
| 21,8   | 30-44 ans    | 21,4   |
| 17,4   | 15-29 ans    | 15,6   |
| 19,5   | 0-14 ans     | 18     |

## Économie

### Revenus de la population
En 2021, le revenu fiscal médian par ménage des Schonverots est de 23 500 €/ an, en comparaison celui de Cluses (chef lieu du canton) est de 21 720 €/ an, et celui du département est de 28 120 €/ an. Le revenu des ménages schonverots est composé pour plus de 84 % d'un revenu d'activité (salaires, indemnités chômage, revenus d'activités non salariées), pour 19,1 % d'une pension, pour 5,8 % de revenus du patrimoine et pour 4,6 % de prestations sociales.
Le salaire net horaire moyen des Schonverots s'élève à 14,1 euros, en comparaison celui de Cluses est de 14 euros et celui du département est de 15 euros. 48,4 % des foyers de Scionzier sont imposés en 2022 (45,5 % au niveau national).

### Secteurs d'activité
La ville de Scionzier compte 349 entreprises en 2021. Ce sont les secteurs de l'industrie et du commerce qui emploient le plus grand nombre de salariés, avec respectivement 39,5 % et 38,7 %.
|                                                              | Nombre | Pourcentage |
| ------------------------------------------------------------ | ------ | ----------- |
| Industrie                                                    | 95     | 27,2        |
| Construction                                                 | 51     | 14,6        |
| Commerce, transport, services divers                         | 188    | 53,9        |
| Administration publique, enseignement, santé, action sociale | 15     | 4,3         |
| Agriculture                                                  | 0      | 0           |

### Essor de l'horlogerie et du décolletage

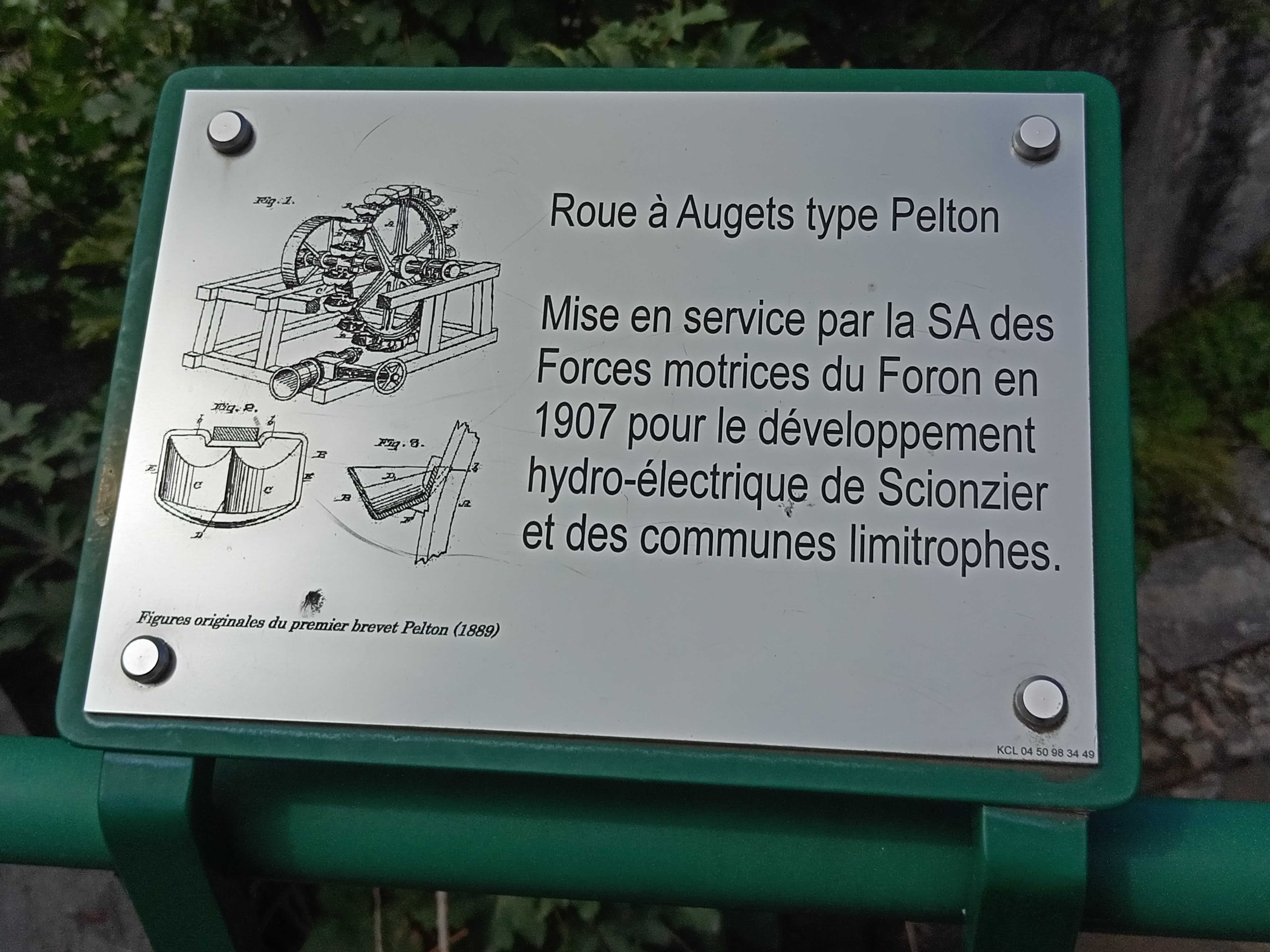
Roue à Augets

Historiquement, le développement économique de la ville de Scionzier est essentiellement lié à l'horlogerie et au décolletage. L'eau du Foron a fourni, pendant longtemps à la ville, la force hydraulique qui lui permettait d'alimenter les machines qui servaient à l'industrie horlogère puis à celle du décolletage.

#### Les débuts de l'industrie horlogère
L'histoire de l'horlogerie débute au XVIIIe siècle. A cette époque, les paysans du Faucigny complètent leurs revenus en fabricant de toutes petites pièces mécaniques pour les horlogers suisses. A cette époque, on travaille dans l'horlogerie aux heures laissées libres par les travaux des champs. En 1807, le Faucigny compte 1 470 ouvriers produisant des pièces détachées pour les montres : Cluses arrivaient en tête avec 1 150, suivi par Magland (125), puis par Scionzier et Marnaz (100). C'est alors un savoir-faire qui se transmet, avant la création de l'école d'horlogerie en 1848 à Cluses qui va désormais former des ouvriers spécialisés dans la production de petites pièces de montres.

#### Développement industriel

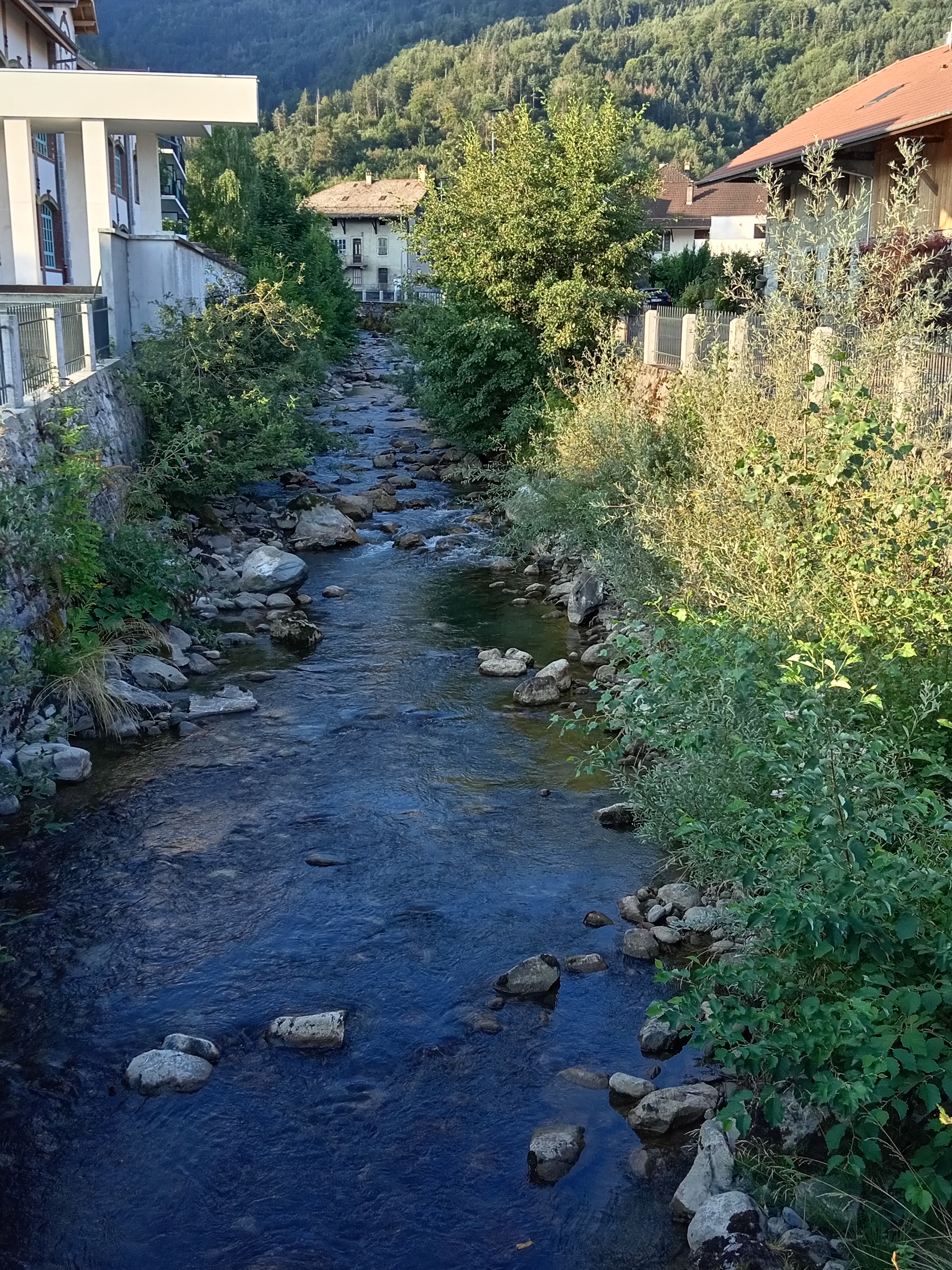
Le Foron

Très vite, la main d'oeuvre horlogère de Scionzier se développe pour atteindre 600 employés en 1896, surpassant en nombre celle de Cluses. Peu à peu de gros ateliers et de petites entreprises se développent à Scionzier et aux alentours.
Les villes utilisent la force des torrents (le Foron pour Scionzier) pour produire de l'électricité et multiplier ainsi les rendements. En 1898, une ligne électrique traverse l'Arve et apporte le courant à Scionzier, Marnaz et Cluses. Pourtant, au début du XXe siècle, la ville de Scionzier reste encore un territoire à dominante rurale.

#### Impact des crises
La période de l'après première guerre est difficile ; le chômage fait rage à Scionzier. Cette période est marquée par d'importants conflits sociaux. Une grève paralyse Scionzier du 11 au 31 mai 1920. Malgré la reprise économique à partir de 1923, le maire de Scionzier lance un cri d'alerte car une dizaine d'ouvriers de l'horlogerie et du décolletage "chôment" totalement. Quant aux autres ouvriers, ils chôment partiellement et ne travaillent que 3 ou 4 jours par semaine.

#### La transition vers le décolletage
Progressivement, l'horlogerie est une activité de moins en moins importante en comparaison à celle du décolletage. Par conséquent, les usines se réorientent vers le décolletage et la petite mécanique. Au lendemain de la seconde guerre, Scionzier adopte le décolletage comme ses communes voisines. L'horlogerie finit par presque totalement disparaître à la veille de la seconde guerre mondiale. La mécanisation et la fabrication en série donnent naissance au décolletage pour produire de nombreuses pièces dans les domaines de l'aviation, de l'armement, de l'automobile...

#### Le décolletage face aux défis contemporains
A l'heure actuelle, le décolletage est encore bien présent à Scionzier même si ce secteur d'activité est confronté à divers défis : la fin de la voiture thermique, la pénurie de matériaux, la hausse des prix des matières premières, ou encore le coût croissant de l'énergie,.

### Commerces
Au centre-ville, les commerces se concentrent essentiellement sur la place du Foron et le long de l'avenue du Mont-blanc. L'offre commerciale est diversifiée : boulangerie, boucherie, fleuriste, pharmacie, coiffeur, banques, la poste, restauration et supérette. Un marché hebdomadaire se tient tous les dimanche sur le parvis du centre culturel Alpex.

Une offre commerciale importante s'est en parallèle développée sur la zone commerciale intercommunale, le "Val d'Arve". Celle-ci bénéficie d'un emplacement favorable à son essor (à proximité de l'autoroute A40) qui s'explique également par la nécessité de réhabilité les friches industrielles. 

Commerces du centre-ville et de la zone commerciale du Val d'Arve
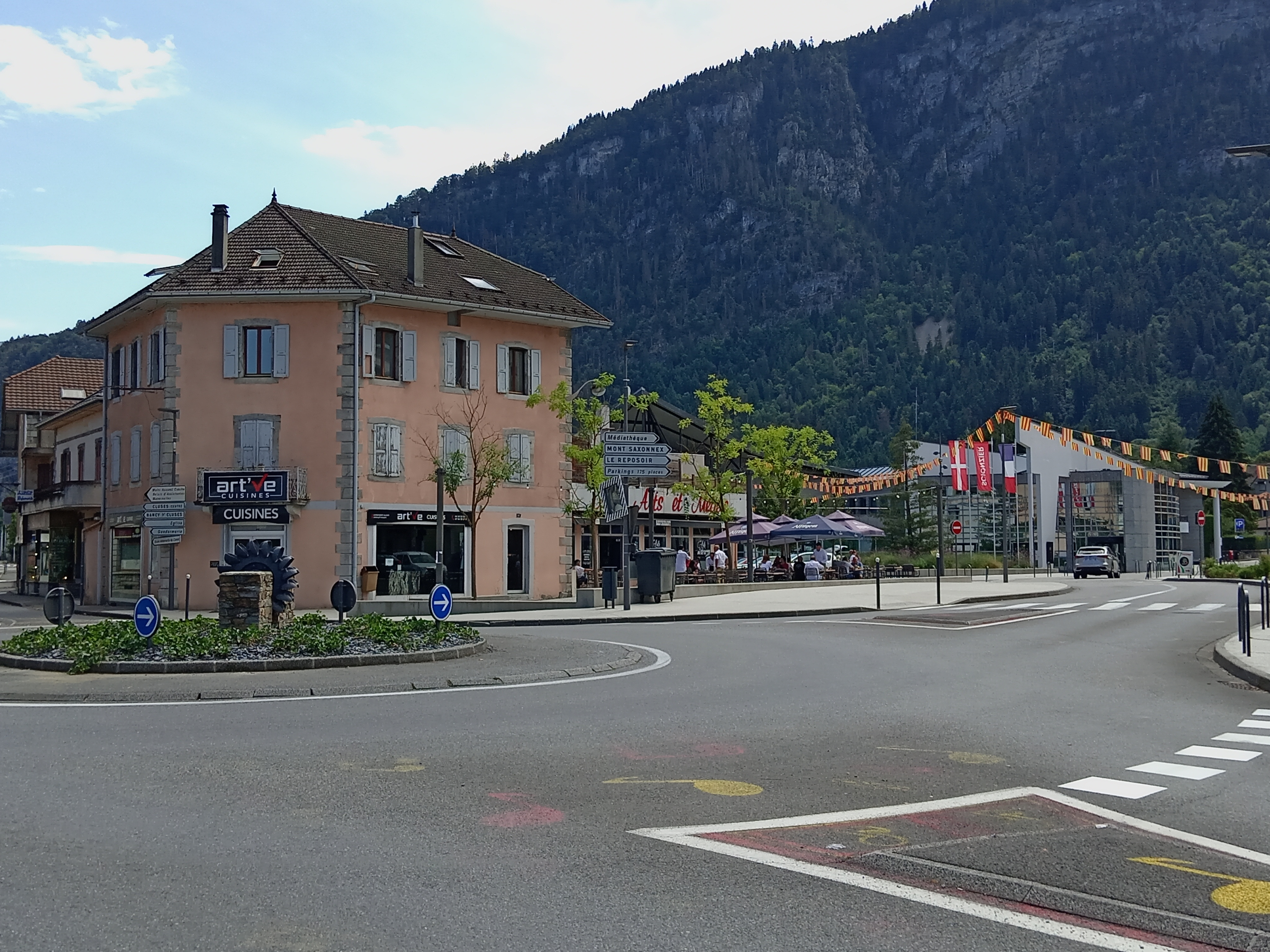
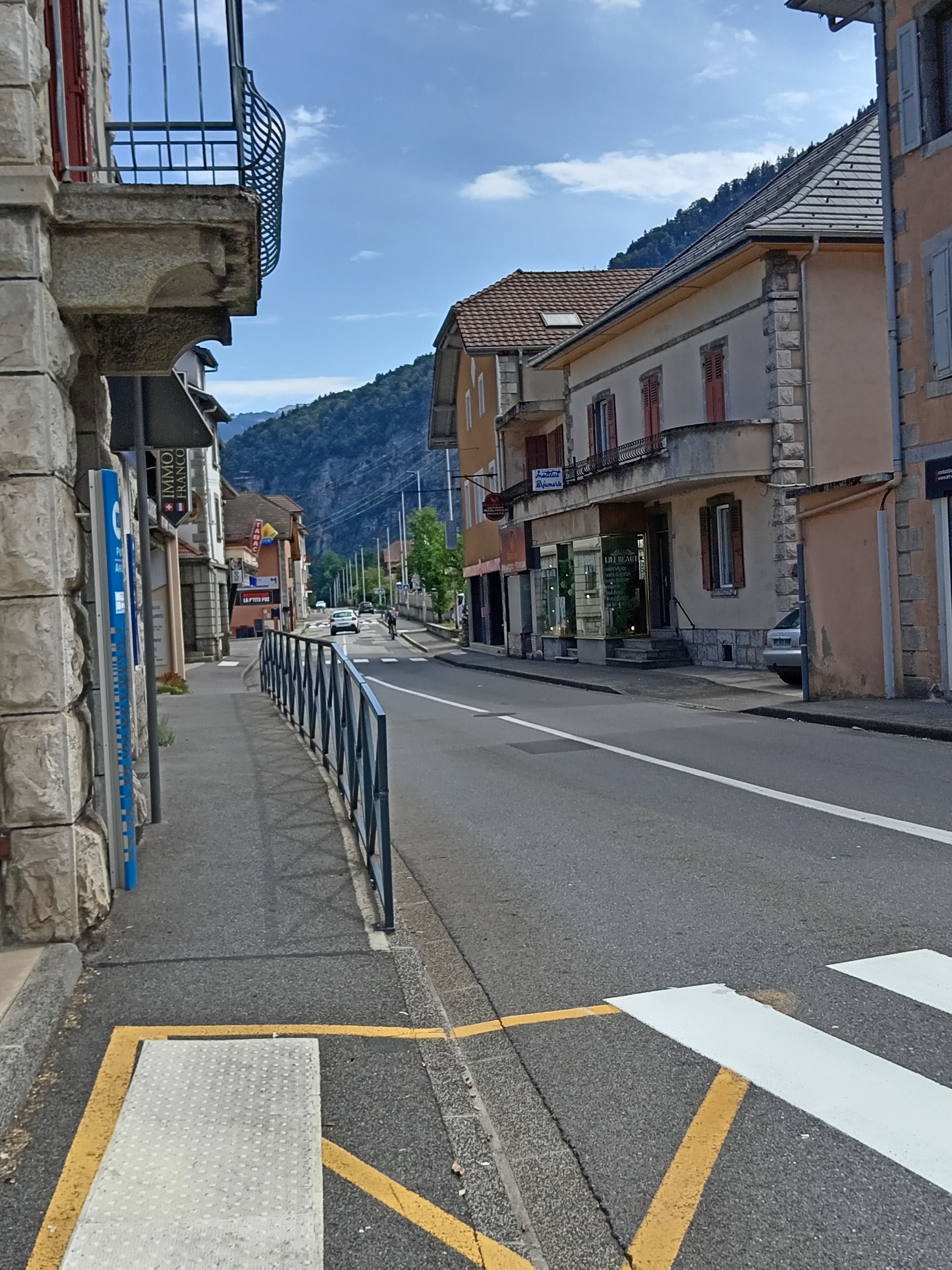
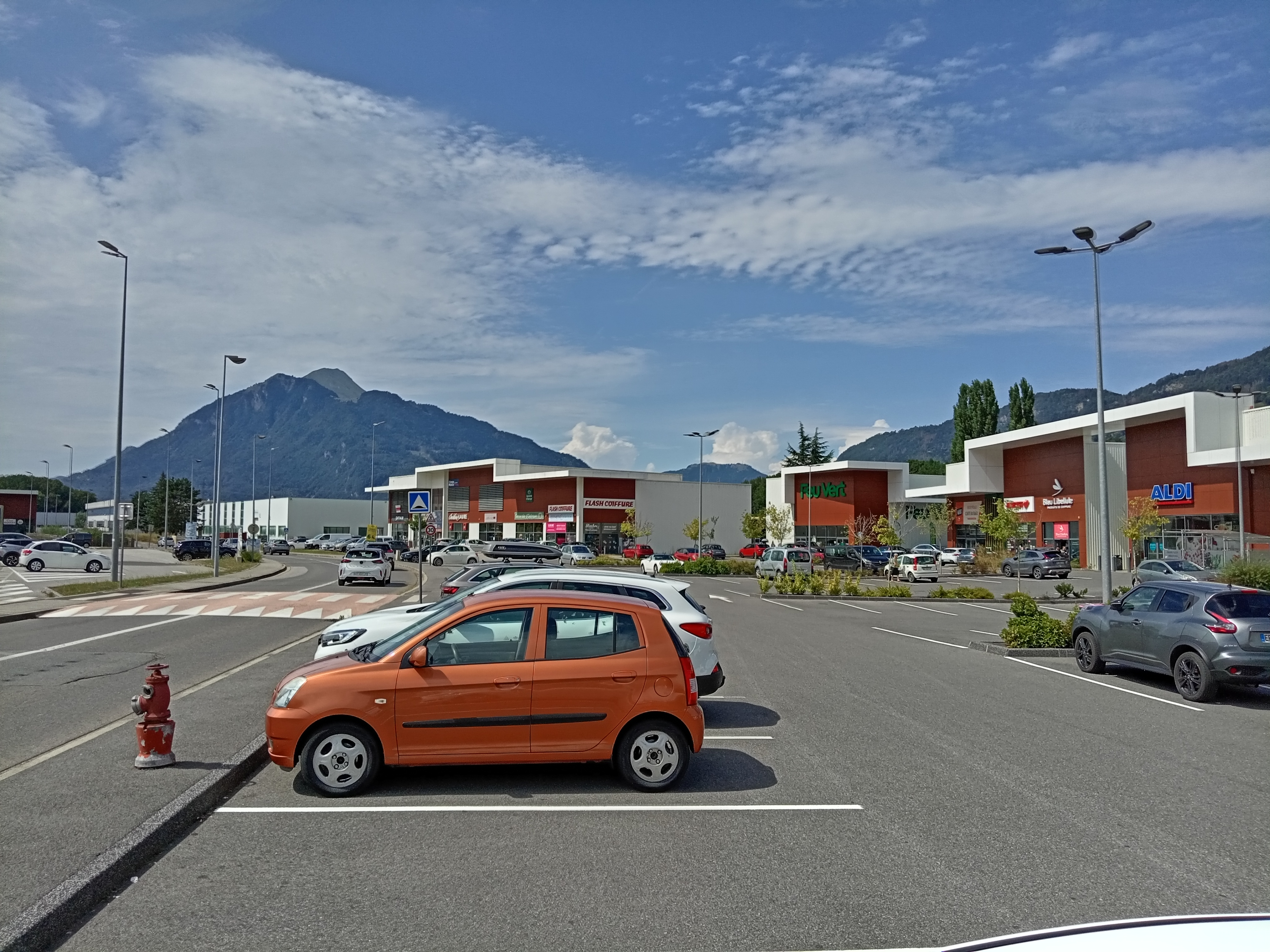

## Culture et patrimoine

### Lieux et monuments

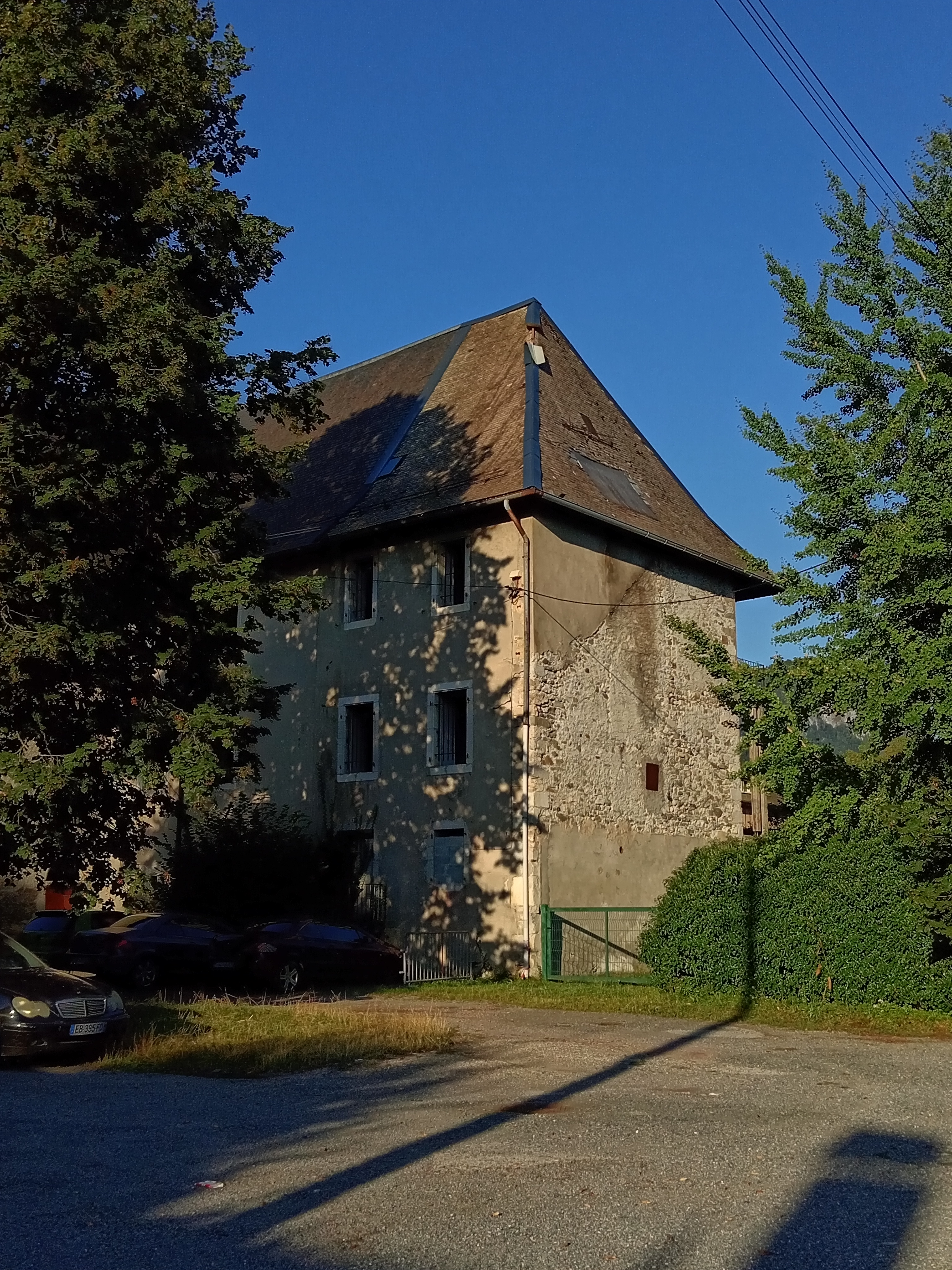
Château de la Croix.

- Les ruines du château de Mussel (attesté 1310), possession des Fournier, seigneurs de Marcossey, détruit en 1589 par les Bernois et les Genevois.
- Le château de la Croix,  Classé MH (1994) est une maison forte du XVIe siècle[50] qui a appartenu à la famille de Rochette au cours des XVIIe et XVIIIe siècles. Puis, le fief de Scionzier a été vendu aux Chartreux du Reposoir avant d'être revendu, en partie, au noble Jacques Gabriel Duclos, seigneur de Marcloz et de la Place. Une poterie est installée au château. Après la révolution, le château devient la propriété de Antoine Marc Thévenet, de Etienne Jacquemoud et de François Dupraz. En 1834, le château est à nouveau vendu à Pierre Milhomme-Anthoine du Reposoir. Ce seront ensuite Joseph et Louis Lathuille qui vont l'acquérir en 1885 dont le nom parfois donné de « château Lathuile ». Le château est désormais une propriété de la commune de Scionzier. La ville a planifié un programme d'aménagement du parc du château pour l'année 2025[23].

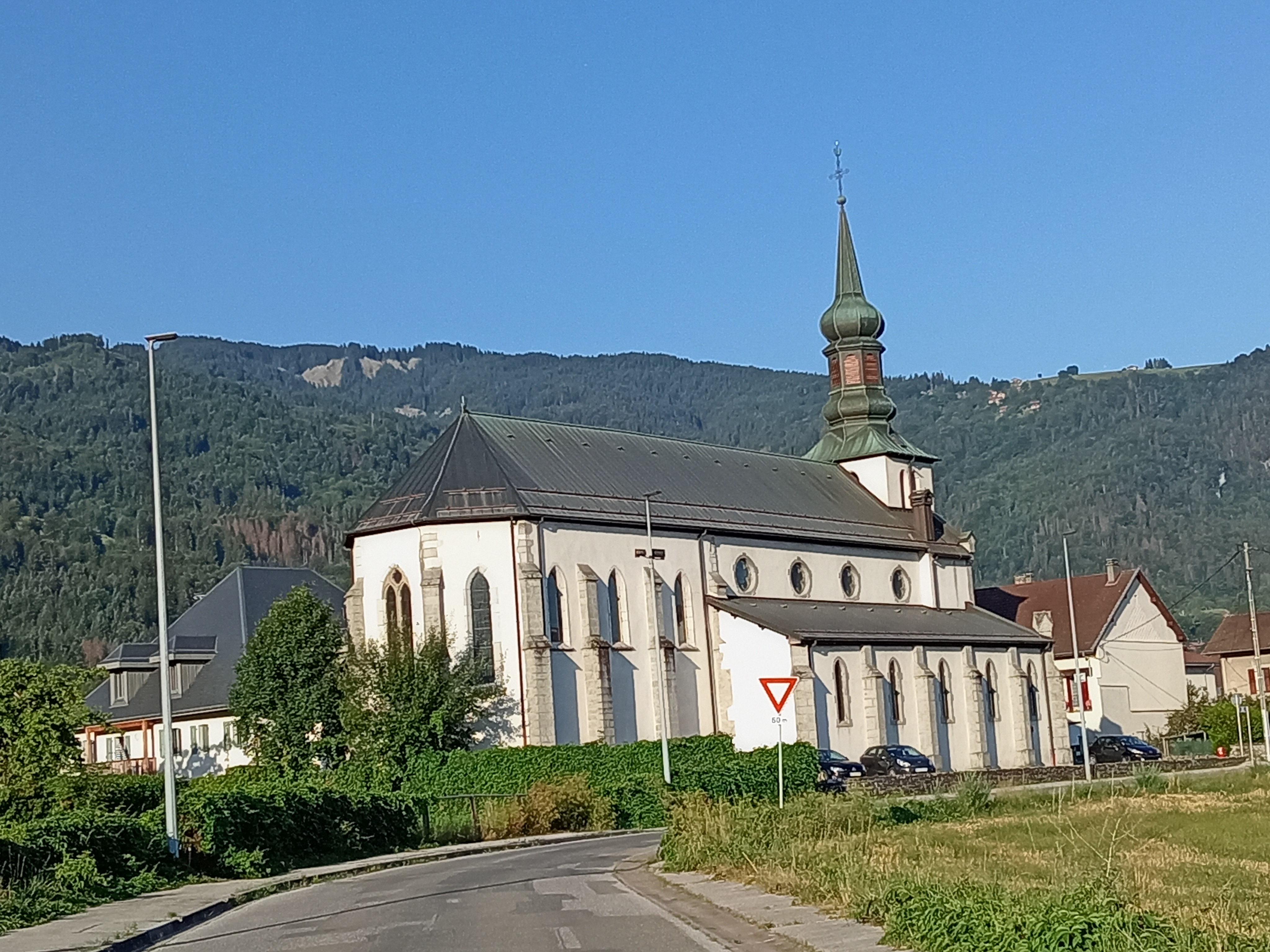
Église Saint-Pierre-aux-Liens.

- L'église Saint-Pierre-aux-Liens, construction du XVIIIe siècle, est dédiée à Saint Pierre, apôtre de Jésus. Elle est composée d'une nef voutée en berceau, d'un transept et d'un chœur. De part et d'autre de la nef de l'église, les chapiteaux des colonnes sont sculptés de motifs végétaux et figuratifs. L'église est dotée d'un riche patrimoine. Ainsi, une peinture représentant Saint-Thomas d'Aquin classée à l'inventaire des monuments historiques est conservée dans l'église paroissiale. Des vitraux datant du XVIIIe siècle représentent des saints ainsi que des scènes bibliques. Un retable en bois doré est également conservé dans l'église et relate la vie de Saint Pierre[51].
- Scionzier est le point de départ de l'ascension du col de la Colombière par son côté le plus difficile, fréquemment emprunté par le Tour de France.
- Le centre culturel Alpex a pris place dans l'ancienne usine de décolletage Alpex datant de 1913. Sa réhabilitation a donné naissance à la nouvelle médiathèque de Scionzier.

Centre culturel Alpex et son parvis
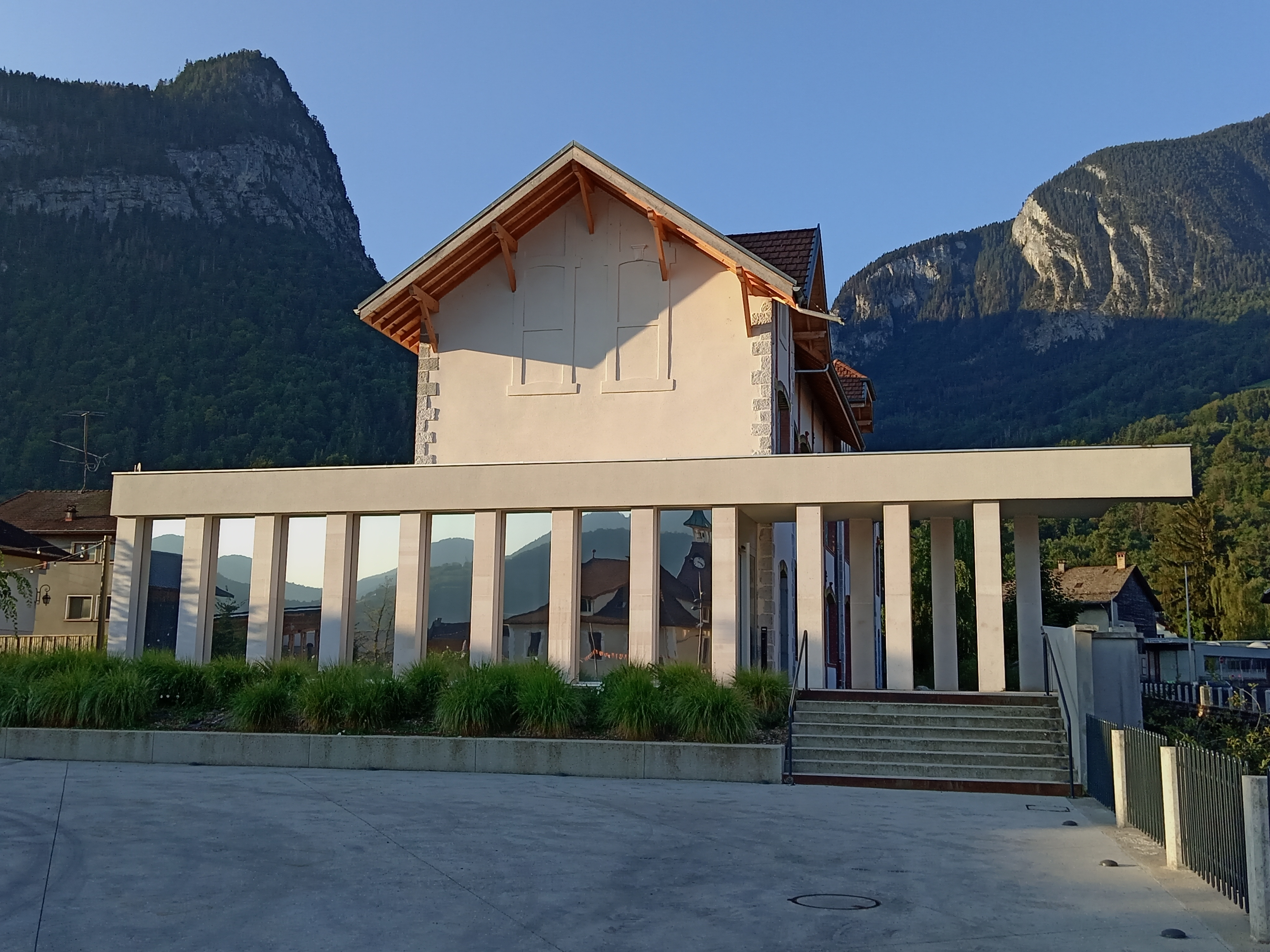
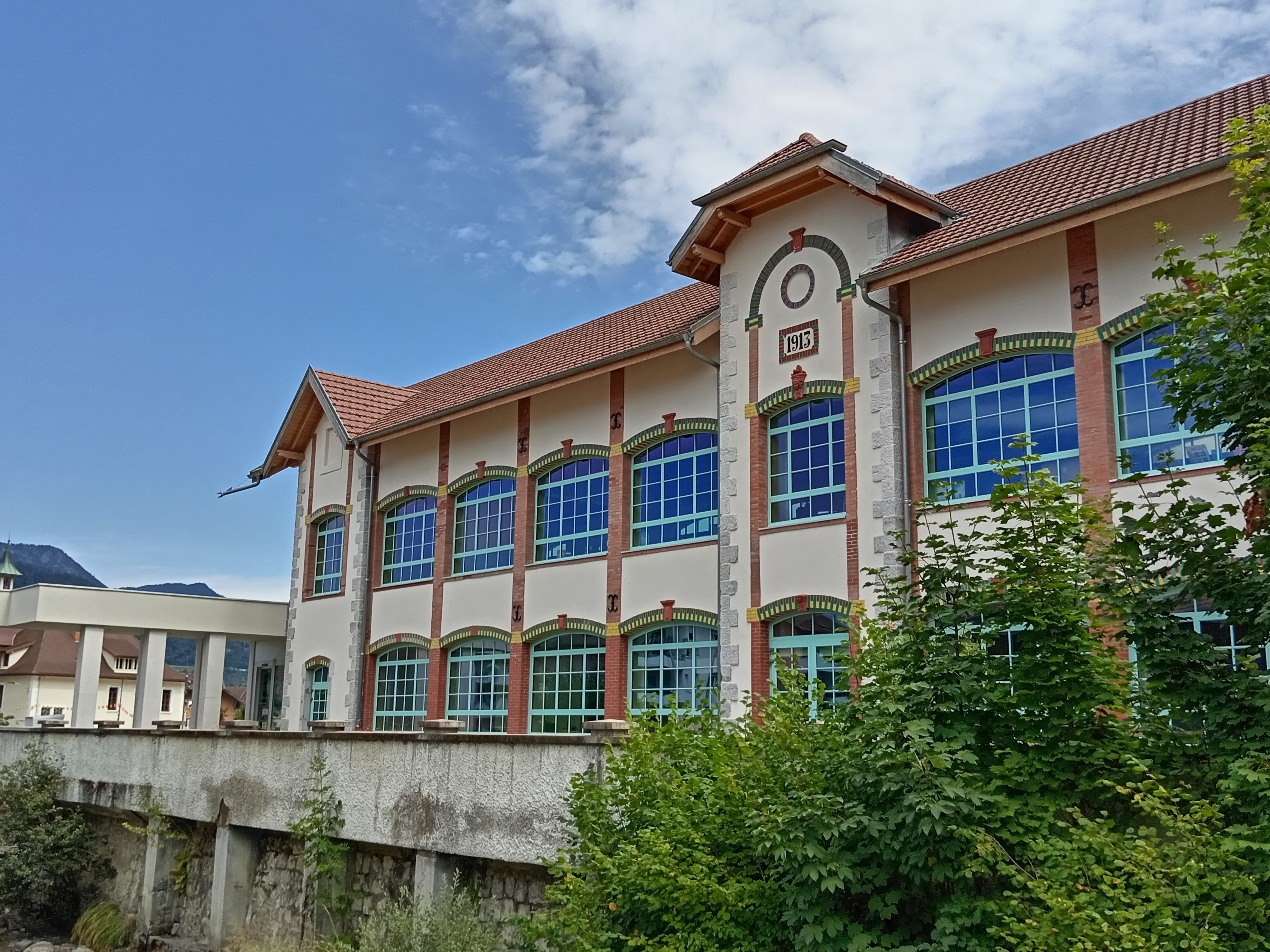
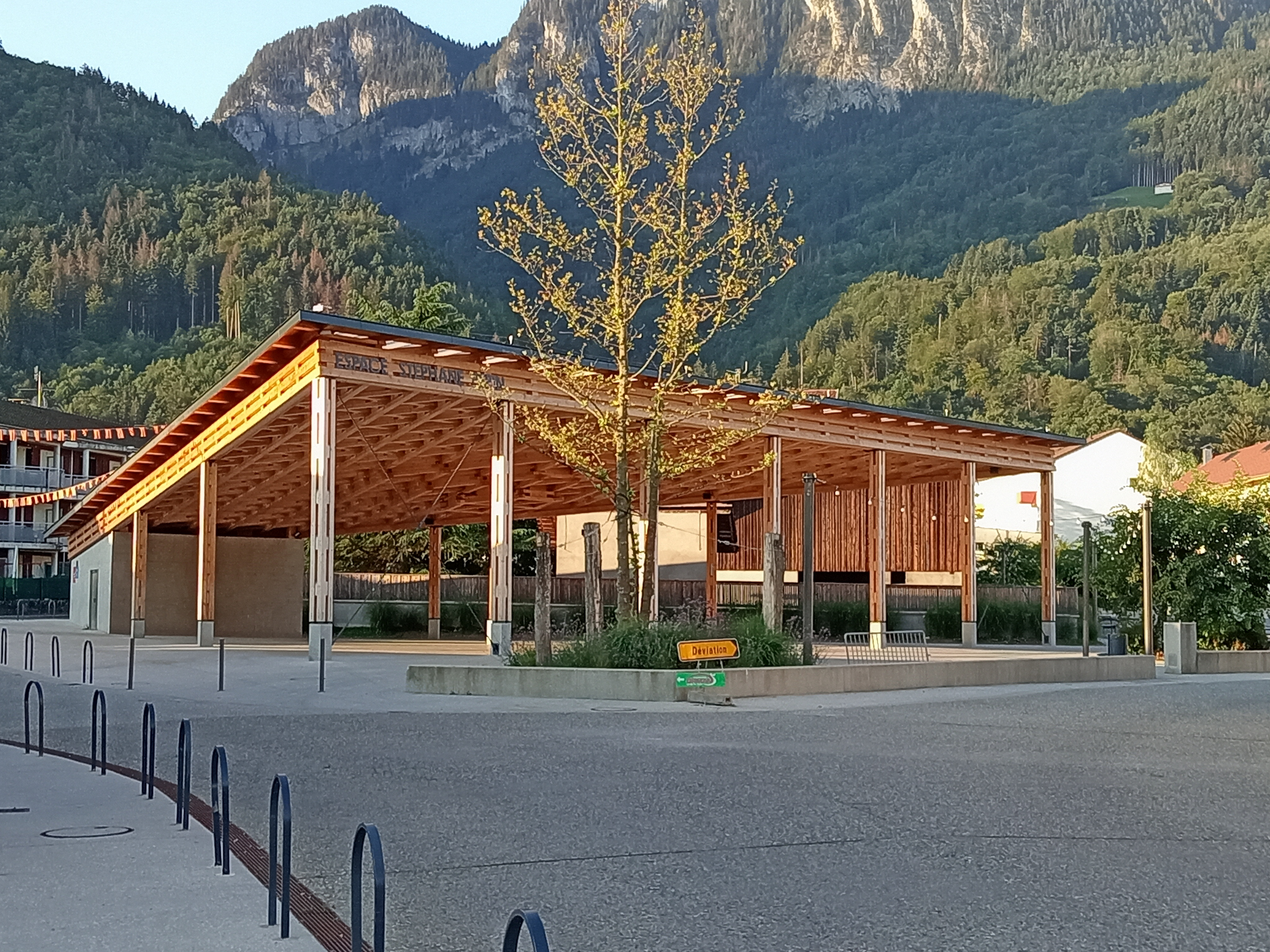

### Associations culturelles

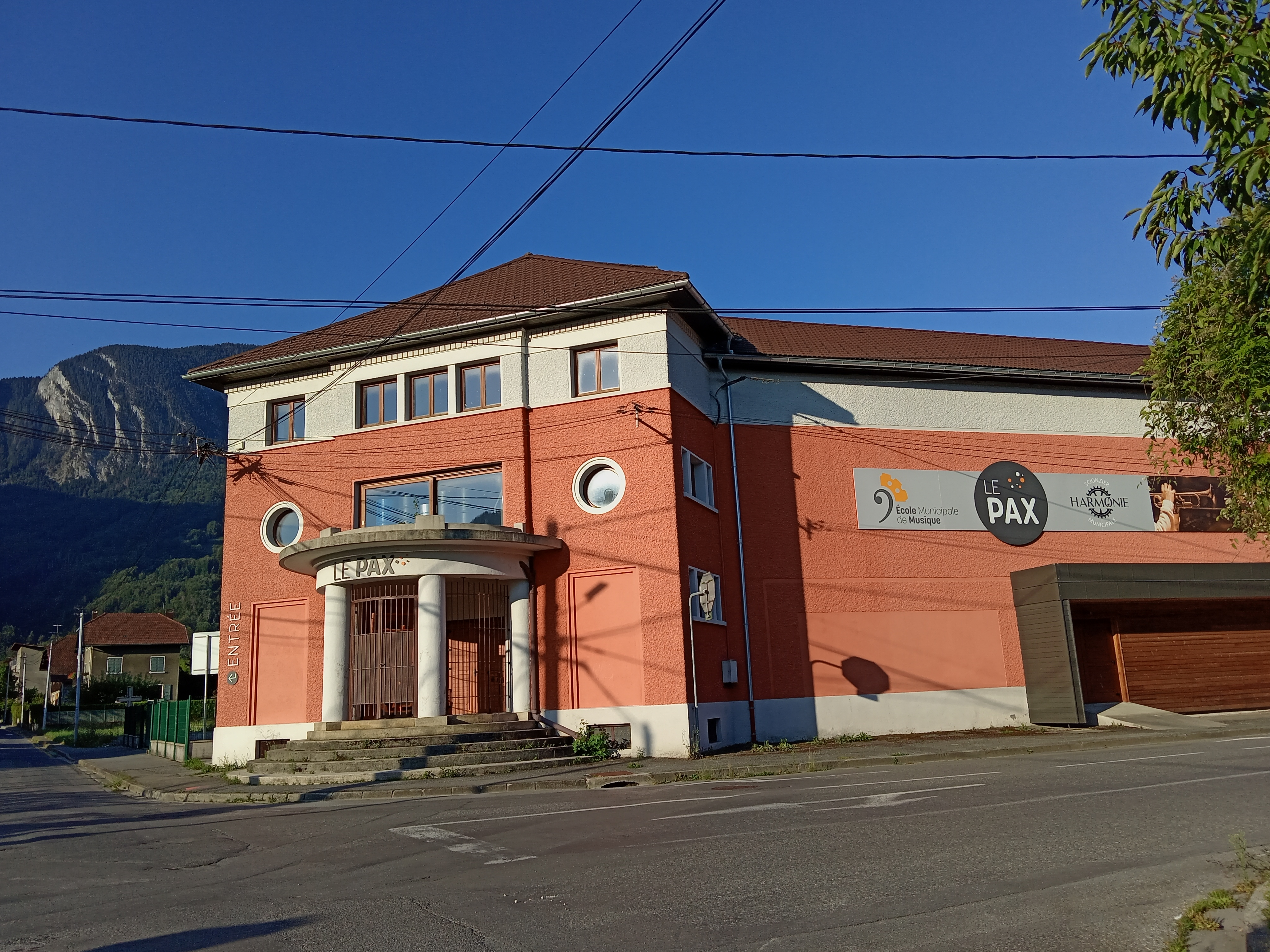
Le Pax-Harmonie.

### L'harmonie municipale
L'harmonie de Scionzier a sans doute été créée à la fin du XVIIIe siècle. En effet, l'ouvrage de l'abbé J.M Lavorel, Cluses et le Faucigny, mentionne que l'arbre de la liberté planté sur la place du Foron, en 1792, a été fêté au son d'une musique locale. La première photographie des musiciens schonverots date de la visite de l'empereur Napoléon III et de l'impératrice Eugénie dans la région. L'harmonie est une association depuis 1899.
Des décennies plus tard, l'harmonie municipale de Scionzier comptent une soixantaine de musiciennes et de musiciens ; elle est présente à de nombreuses manifestations locales, voire à l'échelle nationale.

### La compagnie des sapeurs pompiers
La compagnie des sapeurs pompiers a été créée en 1829 et à l'époque, elle couvrait les besoins de Scionzier et du hameau de Marnaz. Avec la création de la commune de Marnaz, deux compagnies distinctes apparaissent alors.
Des décennies plus tard, la compagnie des sapeurs-pompiers est redevenue celle de Marnaz-Scionzier comme à l'origine.

### Personnalités liées à la commune
- Guillaume de Marcossey († 1377), natif, évêque de Gap puis de Genève au XIVe siècle[53].
- Les parents de Marius Jolivet (1906-1964), prêtre, résistant, Juste parmi les nations.
- Jean-Jacques Gallay, ingénieur français du Commissariat à l'énergie atomique, né à Scionzier le 28 avril 1934 et mort à 35 ans d'une leucémie causée par la radioactivité. Le collège porte son nom.
- Stéphane Paille (1965-2017), footballeur et entraîneur.
- Willy Rovelli est né en 1973 à Cluses et a passé une partie de son enfance à Scionzier. est un comédien, humoriste, chroniqueur et animateur de radio et de télévision français. Il a exercé sur France Inter et sur Europe 1. Il est maintenant animateur sur France Bleu et il est principalement connu pour ses personnages dans Fort Boyard et dans l'émission Vivement dimanche prochain.

### Héraldique
| Armes de Scionzier | Les armes de Scionzier se blasonnent ainsi : Parti de sinople et de gueules à une roue dentée d'argent brochant sur la partition. |